# クリストファー・ベック
クリストファー・ベック（Christopher Bec, 1995年12月30日 - ）は、アメリカ合衆国フロリダ州マイアミ出身のプロ野球選手（捕手）。右投右打。MLB・トロント・ブルージェイズ傘下所属。

## 経歴
高校時代はMLBドラフトで指名されず、マイアミ・デイド大学へ進学した。入学度の2016年は40試合に出場して打率.396・1本塁打・32打点・8盗塁の成績を残した。
2017年はメイン大学へ移り、54試合に出場して打率.342・1本塁打・26打点・15盗塁の成績を残した。
2年目の2018年は45試合に出場して打率.315・8本塁打・27打点・16盗塁の成績を残した。また、大学野球最高の捕手に贈られるジョニー・ベンチ賞の候補にも挙げられた。6月のMLBドラフトでは、5巡目（全体146位）でトロント・ブルージェイズから指名され、12日に契約を結んだ。